# Operett-teatern

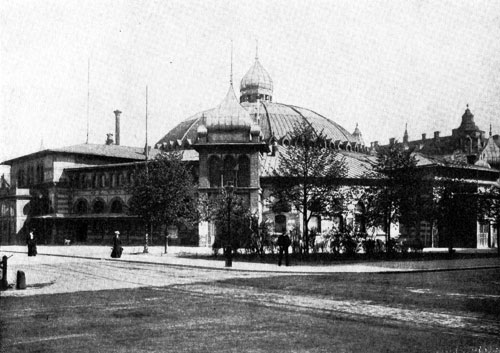
Operett-teatern 1909

Operett-teatern, även Östermalmsteatern och Olympiateatern, var en privatteater för operett och revy belägen i kvarteret Brandvakten vid Karlavägen i Stockholm.

## Historia
Byggnaden ursprungligen en cirkus i orientalisk stil, Nya Cirkus, uppfördes 1888 enligt Gustaf Lindgren och Kasper Salins ritningar. 
Mellan 1893 och 1897 tjänstgjorde byggnaden som utställningshall och hette då Industripalatset. 
Den byggdes 1900 om till teater och fick namnet Olympiateatern för att 1904 döpas om till Östermalmsteatern. Då teaterdirektören Anton Salmson tog över 1909 döptes den till Operett-teatern - De tusen rosornas teater. Planen var att placera 40 000 pappersrosor i salongens tak, men detta kunde inte förverkligas då Salmsons bolag gick i konkurs efter en säsong. 
Under en tid därefter var lokalen danspalats för att till sist åter bli Östermalmsteatern 1912. Byggnaden brann ner den 30 mars 1913 efter ovarsam rökning i salongen.

## Uppsättningar

### Olympiateatern
| År   | Produktion                                                 | Upphovsmän                                                                          | Regi | Noter |
| ---- | ---------------------------------------------------------- | ----------------------------------------------------------------------------------- | ---- | --- |
| 1902 | Primadonnan Die Diva                                       | Charles Weinberger, Bernhard Buchbinder och Josef Wattke Översättning Björn Halldén |      | Premiär 25 oktober 1902 Invigningsföreställning Anna Norrie, Sigrid Eklöf, Signe Kolthoff, fru Wallgren, Emil Strömberg, Knut Lambert, Ludvig Haxell, hr Söderlund, hr Sjöholm, hr Blom, hr Larsson, Pauline Lindstedt |
| 1902 | En söndag på Amager En Søndag paa Amager                   | Johanne Luise Heiberg                                                               |      | Premiär 26 oktober 1902 Anna Lundberg, Pauline Lindstedt |
| 1902 | Pariserpojken Le gamin de Paris                            | Jean-François Bayard och Émile Vanderbruch Översättning Henrik Christiernsson       |      | Premiär 26 oktober 1902 Anna Lundberg, Emil Hillberg, Virginie Wilhelmina Strandberg, fröken Stockmeister, Knut Lambert, Fritz Strandberg                                                                              |
| 1902 | Coralie & C:o Coralie et compagnie                         | Albin Valabrègue och Maurice Hennequin                                              |      | Premiär 28 november 1902 Pauline Lindstedt |
| 1903 | Adam och Eva Adam und Eva                                  | Eduard Jacobson, Leopold Ely och Adolph Ferron                                      |      | Premiär 1 januari 1903 Emil Strömberg, Helfrid Lambert, Tyra Dörum, Pauline Lindstedt |
| 1903 | Droskkuskens dotter                                        |                                                                                     |      | Premiär 14 januari 1903 Fritz Strandberg, Virginie Wilhelmina Strandberg, Pauline Lindstedt, hr Håkanson, Signe Kolthoff, fru Hedin, Helfrid Lambert, Tyra Dörum, hr Blom, hr Sjöholm, fröken Strandin, fru Brink      |
| 1903 | Clairette i dragonlägret Les vingt-huit jours de Clairette | Victor Roger, Hippolyte Raymond och Antony Mars                                     |      | Premiär 25 januari 1903 Knut Lambert, Signe Kolthoff, Helfrid Lambert, Pauline Lindstedt |
| 1903 | Hattmakarens bal                                           | Selfrid Kinmanson                                                                   |      | Premiär 7 februari 1903 Emil Strömberg, Knut Lambert, Helfrid Lambert, Virginie Wilhelmina Strandberg, hr Edin, hr Metzer, Pauline Lindstedt, Fritz Strandberg                                                         |
| 1903 | Stabstrumpetaren                                           | Frans Hedberg                                                                       |      | Premiär 22 februari 1903 Fritz Strandberg, Knut Lambert, Pauline Lindstedt, Signe Kolthoff, Ludvig Haxell |
| 1903 | Sabinskornas bortrövande Der Raub der Sabinerinnen         | Paul von Schönthan och Franz von Schönthan                                          |      | Premiär 14 mars 1903 Pauline Lindstedt |
| 1903 | Öregrund-Östhammar                                         | Selfrid Kinmanson                                                                   |      | Premiär 31 mars 1903 Pauline Lindstedt |

### Östermalmsteatern
| År   | Produktion                                                      | Upphovsmän                                           | Regi            | Noter |
| ---- | --------------------------------------------------------------- | ---------------------------------------------------- | --------------- | --- |
| 1903 | Ljungby horn Et Folkesagn                                       | Edgar Collin, Vilhelm Östergaard och Alfred Ipsen    |                 | Premiär 31 augusti 1903 Frida Falk, Pauline Lindstedt, Julia Magnusson, Theodor Ullman, hr Wahlbom, Axel Wesslau, Carl Deurell, Märtha Lindlöf |
| 1903 | Solens blomster                                                 | Nanna Wallensteen                                    |                 | Premiär 17 oktober 1903 Pauline Lindstedt, Frida Falk, fröken Bohlin, Julia Magnusson, Märtha Lindlöf, Ernst Öberg, hr Wahlbom, John Lindlöf, Theodor Ullman, Carl Deurell, hr Lundström |
| 1903 | Engelbrekt och hans dalkarlar                                   | August Blanche                                       |                 | Premiär 30 oktober 1903 Ernst Öberg, Märtha Lindlöf, Frida Kumlin, Carl Deurell, hr Wahlbom, Sigrid Deurell, hr Lindahl, Alfred Lundberg, John Lindlöf, Pauline Lindstedt |
| 1903 | Sten Stures löfte                                               | Frans Hedberg                                        |                 | Premiär 3 december 1903 Ernst Öberg, Carl Deurell, hr Wahlbom, Pauline Lindstedt, Sigrid Deurell, Alfred Lundberg, hr Edin, Frida Kumlin, hr Lindahl, Axel Wesslau |
| 1904 | Venus från saluhall'n                                           | Översättning Axel Bosin och Ernst Wallmark           |                 | Premiär 1 januari 1904 Pauline Lindstedt, Theodor Ullman, hr Wahlbom, fröken Bohlin, Axel Wesslau, fröken Lennartsson, Frida Kumlin, fröken Fock, Mathilda Caspér, Märtha Lindlöf, fru Lundberg, hr Edin, Carl Engdahl                                                                                                |
| 1904 | Djurtämjerskan Papa la Vertu                                    | Pierre Decourcelle och René Maizeroy                 |                 | Premiär 23 januari 1904 Märtha Lindlöf, Frida Kumlin, Pauline Lindstedt, Carl Deurell, Ernst Öberg, Carl Engdahl, Axel Wesslau, John Lindlöf, hr Wahlbom, Emil Bergendorff Dekorationer Carl Grabow |
| 1904 | Jorden runt på 80 dagar Le Tour du monde en quatre-vingts jours | Jules Verne och Adolphe d'Ennery                     |                 | Premiär 10 februari 1904 Pauline Lindstedt |
| 1904 | Tummeliten Le petit Poucet                                      | Clairville och Dumanoir Bearbetning Frans Hedberg    |                 | Premiär 11 maj 1904 Carl Deurell, Sigrid Deurell, Gurli Carlsson, Frida Falk, Julia Magnusson, hr Wahlbom, hr Söderström, Ellen Carlsson, Mary Gräber, Maria Hansson, Dagmar Ebbesen Scenografi Carl Grabow |
| 1905 | Både hjärta och hand                                            | Charles Lecocq, Charles Nuitter och Alexandre Beaume |                 | Premiär 24 januari 1905 Emma Meissner, Axel Ringvall, August Svensson, Inga Berentz, Gerda Grönberg-Rove, Lucke Lund |
| 1905 | Surcouf                                                         | Robert Planquette, Alfred Duru och Henri Chivot      | Axel Ringvall   | Premiär 15 februari 1905 Thorleif Allum, Rosa Grünberg, Lucke Lund, Gerda Grönberg-Rove, Axel Ringvall, Inga Berentz Koreografi Josefina Gullberg, Scenografi Carl Grabow |
| 1905 | Lilla hertigen Le petit duc                                     | Charles Lecocq, Henri Meilhac och Ludovic Halévy     |                 | Premiär 13 april 1905 |
| 1905 | Madame Sherry                                                   | Hugo Felix och Maurice Ordonneau                     |                 | Premiär 3 maj 1905 Inga Berentz, Frida Falk, Rosa Grünberg, Edla Rothgardt, Axel Ringvall, Theodor Ullman, Thorleif Allum, August Svensson Flyttad till Djurgårdsteatern |
| 1905 | Landsvägsriddarna                                               | Carl Zeller, Moritz West och Ludwig Held             |                 | Premiär 1 september 1905 Theodor Ullman, Thorleif Allum, Rosa Grünberg, Frida Falk, Axel Ringvall, August Svensson, Gerda Grönberg-Rove |
| 1905 | Orfeus i underjorden Orphée aux Enfers                          | Jacques Offenbach, Henri Meilhac och Ludovic Halévy  |                 | Premiär 5 oktober 1905 Axel Ringvall, Emma Meissner, Inga Berentz, August Svensson, Lucke Lund, Oscar Bergström Koreografi Josefina Gullberg |
| 1905 | d'Artagnan                                                      | Louis Varney, Paul Verrier och Jules Prével          |                 | Premiär 3 november 1905 Thorleif Allum, Rosa Grünberg, Lucke Lund, Oscar Ralf, Oscar Bergström, Gerda Grönberg-Rove |
| 1906 | Lilla drottningen                                               | Léon Xanrof och Michel Carré                         |                 | Premiär 10 januari 1906 Charlotte Wiehe-Berény, Gerda Grönberg-Rove, Edla Rothgardt, Inga Berentz, Frida Falk, Thorleif Allum, Lucke Lund, Oscar Ralf, Axel Ringvall, Theodor Ullman |
| 1906 | Hertiginnan av Danzig                                           | Ivan Caryll och Henry Hamilton                       | Emil Linden     | Premiär 12 februari 1906 Bror Olsson, Emma Meissner, August Svensson, Thorleif Allum, Axel Ringvall Koreografi Josefina Gullberg, Scenografi Carl Grabow |
| 1906 | Unga Heidelberg Jung Heidelberg                                 | Carl Millöcker, Leopold Krenn och Karl Lindau        |                 | Premiär 10 april 1906 |
| 1906 | Söndagsbarnet Das Sonntagskind                                  | Carl Millöcker, Richard Genée och Friedrich Zell     |                 | Premiär 22 april 1906 |
| 1906 | Hin och smålänningen                                            | Frans Hedberg                                        |                 | Premiär 1 september 1906 |
| 1906 | Oliver Twist                                                    | Charles Dickens                                      |                 | Premiär 13 oktober 1906 |
| 1906 | Den förlorade sonen                                             | Hall Caine                                           |                 | Premiär 6 november 1906 |
| 1906 | Trilby                                                          | George du Maurier                                    |                 | Premiär 21 november 1906 |
| 1906 | Det försvunna testamentet                                       | Arthur Conan Doyle och Ferdinand Bonn                |                 | Premiär 26 december 1906 |
| 1907 | Fänrik Ståls sägner                                             | Johan Ludvig Runeberg                                | Justus Hagman   | Premiär 29 januari 1907 Scenografi Carl Grabow |
| 1907 | Lycko-Pers resa                                                 | August Strindberg                                    | Justus Hagman   | Premiär 9 mars 1907 Ivar Kåge, Anton de Verdier, Nils Lundberg, Greta Strindberg, Justus Hagman, Erik Berglund Koreografi Josefina Gullberg, Scenografi Carl Grabow |
| 1907 | På havets botten Un drame au fond de la mer                     | Ferdinand Dugué Översättning Bertha Straube          | Justus Hagman   | Premiär 6 april 1907 Justus Hagman, Ivar Nilsson, Nils Lundberg, Stassa Wahlgren, Sandra Leufstedt Koreografi Josefina Gullberg, Scenografi Carl Grabow |
| 1907 | Ifigenia i Aulis                                                | Christoph Willibald Gluck                            |                 | Premiär 4 maj 1907 Gästspel av Isadora Duncan |
| 1907 | Larssons dotter                                                 | Selfrid Kinmansson                                   | Justus Hagman   | Premiär 31 augusti 1907 |
| 1907 | Ett köpmanshus i skärgården                                     | Emilie Flygare-Carlén                                |                 | Premiär 11 september 1907 Justus Hagman, Olof Sandborg, Ernst Engborg , Thure Holm, Nils Lundberg, Louise Eneman-Wahlberg, Inez Jensen, Hermine Bergvall, John Borgh, Erik Berglund |
| 1907 | Postrånet Le Courrier de Lyon, ou l'Attaque de la malle-poste   | Eugène Moreau, Paul Siraudin och Alfred Delacour     | Justus Hagman   | Premiär 2 oktober 1907 Justus Hagman, Thure Holm, Nils Lundberg, Albert Nycop, Ernst Brunman, Ernst Engborg, Sandra Leufstedt, Inez Jensen, Erik Berglund |
| 1907 | Hoppet Op hoop van Zegen                                        | Herman Heijermans                                    |                 | Premiär 16 oktober 1907 Siri Hård af Segerstad |
| 1907 | Samvetets mask Der G'wissenwurm                                 | Ludwig Anzengruber                                   |                 | Premiär 8 november 1907 Olof Sandborg, Gunhild Sjöstedt, Thure Holm, Justus Hagman, Ernst Brunman, Erik Berglund, Elsa Wickman, Nils Lundberg |
| 1907 | Greven av Monte Christo Le Comte de Monte-Cristo                | Alexandre Dumas den äldre                            |                 | Premiär 23 november 1907 Olof Sandborg, Thure Holm, Albert Nycop, Ernst Brunman, John Borgh, Wilhelm Högstedt, Pietro Rothgardt, Siri Hård af Segerstad |
| 1908 | Jon Blund                                                       | Selfrid Kinmanson                                    |                 | Premiär 1 januari 1908 Doris Altman, Nils Lundberg |
| 1908 | Kapten Grant och hans barn                                      | Jules Verne                                          |                 | Premiär 11 januari 1908 Thure Holm, Siri Hård af Segerstad, Doris Altman, Erik Berglund Scenografi Carl Grabow |
| 1908 | De små landstrykarna Les deux gosses                            | Pierre Decourcelle Översättning Axel Bosin           |                 | Premiär 11 februari 1908 Lucie Semb, Karin Edwertz, Sandra Leufstedt, Mathilda Caspér, Siri Hård af Segerstad, Olof Sandborg, Ernst Brunman, Ernst Engborg, Erik Berglund |
| 1908 | Jorden runt på åttio dagar                                      | Jules Verne                                          |                 | Premiär 17 mars 1908 Olof Sandborg, Erik Berglund, Ernst Engborg, Ernst Brunman, Louise Eneman-Wahlberg, Siri Hård af Segerstad |
| 1908 | Strandbyfolk Strandby Folk                                      | Holger Drachmann                                     |                 | Premiär 1 september 1908 Justus Hagman, Mathilda Caspér, Lucie Semb, Erik Berglund, Harald Sandberg, Olof Sandborg, Greta Strindberg, Louise Eneman-Wahlberg, Ernst Engborg |
| 1908 | Daniel Hjort                                                    | Josef Julius Wecksell                                |                 | Premiär 3 oktober 1908 Olof Sandborg, Louise Eneman-Wahlberg, Lotten Olsson, Hermine Bergvall, herr A Lindgren, Thure Holm, Ernst Engborg, Justus Hagman, Erik Berglund |
| 1908 | En smålänning, eller Sin egen lyckas smed                       | Algot Sandberg                                       |                 | Premiär 5 december 1908 Justus Hagman, Louise Eneman-Wahlberg, fru Berglund, Greta Strindberg, Mathilda Caspér, Hermine Bergvall, Greta Almroth, Lucie Semb, Erik Berglund, Ernst Brunman, herr E Bergman, Ernst Engborg, Thure Holm, herr A Lindgren, Albert Nycop, herr E Ljungqvist, Harald Sandberg, Gustaf Sthén |
| 1909 | Fröken Sherlock Holmes Fräulein Sherlock Holmes                 | Alfred Grünwald och Julius Brammer                   |                 | Premiär 17 januari 1909 Lotten Olsson, Louise Eneman-Wahlberg, Greta Strindberg, Justus Hagman, herr E Bergman, Albert Nycop, Thure Holm, Ernst Engborg, Erik Berglund, Ernst Brunman, Olof Sandborg, herr G Norrman                                                                                                  |
| 1909 | Lycko-Pers resa                                                 | August Strindberg                                    | Justus Hagman   | Premiär 9 mars 1907 Erik Berglund, Greta Strindberg, Justus Hagman, Koreografi Josefina Gullberg, Scenografi Carl Grabow |
| 1909 | Sabinskornas bortrövande Der Raub der Sabinerinnen              | Paul och Franz von Schönthan                         |                 | Premiär 26 februari 1909 Peter Fjelstrup, herr E Bergman, Ernst Engborg, Mia Gründer, Erik Berglund |
| 1909 | Charleys tant Charley's Aunt                                    | Brandon Thomas                                       |                 | Premiär 10 mars 1909 Peter Fjelstrup, Ernst Brunman, herr E Bergman, Erik Berglund |
| 1909 | Bröderna Hansen Brødrene Hansen                                 | Edgard Høyer                                         | Peter Fjelstrup | Premiär 4 april 1909 Peter Fjelstrup, Olof Sandborg, Lotten Seelig-Sandberg, herr E Bergman, Mathilda Caspér, Justus Hagman, Lotten Olsson, Albert Nycop, Mia Gründer, Louise Eneman-Wahlberg, Thure Holm, Harald Sandberg, Ernst Engborg, herr E Ljungqvist, Erik Berglund                                           |
| 1909 | Det kära barnet The Magistrate                                  | Arthur Wing Pinero                                   |                 | Premiär 21 april 1909 Peter Fjelstrup, Mia Gründer, Louise Eneman-Wahlberg, Greta Strindberg, Lucie Semb, Justus Hagman, Albert Nycop, herr E Bergman, Ernst Brunman, Olof Sandborg, Erik Berglund |

### Operett-teatern
| År   | Produktion    | Upphovsmän                                 | Regi | Noter |
| ---- | ------------- | ------------------------------------------ | ---- | --- |
| 1909 | H.K.H. S.A.R. | Léon Xanrof, Ivan Caryll och Jules Chancel |      | Premiär 26 december 1909 Hilma Matsson-Nyström, Tyra Leijman-Uppström, Elvin Ottoson, Emil Adami, Oskar Textorius, Fritz Strandberg, Göran Lindstedt |

### Östermalmsteatern
| År   | Produktion      | Upphovsmän              | Regi              | Noter                                       |
| ---- | --------------- | ----------------------- | ----------------- | ------------------------------------------- |
| 1913 | Efter femtio år | Zacharias Topelius      | Erland Colliander | Premiär 16 januari 1913                     |
| 1913 | En komedi       | Johan Jolin             |                   | Premiär 26 januari 1913                     |
| 1913 | Kronbruden      | August Strindberg       |                   | Premiär 1 mars 1913 Scenografi Carl Grabow  |
| 1913 | Värmlänningarna | Fredrik August Dahlgren |                   | Premiär 9 mars 1913                         |
| 1913 | Sherlock Holmes | Jack Gordon             | Carl Grabow       | Premiär 15 mars 1913 Scenografi Carl Grabow |